# Didymosphenia geminata
Didymosphenia geminata позната као дидимо или камени шмрк, је врста из кладе diatom која производи штетне израслине у слатководним рекама и потоцима са константно хладним температурама воде и ниским нивоом хранљивих материја.
Пореклом је из северне хемисфере, а сматра се инвазивном врстом у Аустралији, Аргентини, Новом Зеланду, и Чилеу. Чак и унутар свог изворног подручја, од 1980-их је попримила инвазивне карактеристике. Не сматра се значајним ризиком по људско здравље. али може утицати на поточна станишта и изворе хране за рибе и учинити рекреативне активности непријатним. Ова микроскопска алга може се проширити у једној капи воде. 

## Опис
Didymosphenia geminata је дијатомеја, врста једноћелијског организма јединственог по својим ћелијским зидовима од силицијум диоксида (SiO2). Животни циклус дијатомеја укључује и вегетативно и полно размножавање, иако сексуални стадијум још није документован код ове врсте. Иако је симетричан само дуж апикалне осе, типично за гомфонемоидне дијатомеје, реч је о цимбелоиду, који је типично симетричан дуж обе примарне осе. Ћелије садрже рафе, који им омогућава кретање по површинама, и апикално поље пора, кроз које се лучи мукополисахаридна стабљика. 
Стабљика се може причврстити за стене, биљке или друге потопљене површине. Када се ћелија дијатомеје подели, путем вегетативног размножавања, и стабљика се дели, на крају формирајући масу разгранатих стабљика. Сметња није сама ћелија, већ њихова масивна производња екстрацелуларних стабљика. Ванћелијске полимерне супстанце (EPS) које формирају стабљике направљене су првенствено од полисахарида и протеина, формирајући сложене, вишеслојне структуре које су отпорне на разградњу.

## Природна распрострањеност
Аутохтоно распрострањеност врсте D. geminata су хладни умерени региони северне хемисфере, укључујући реке северних шума и алпске регионе Европе, Азије и делове Северне Америке. До недавног открића на Новом Зеланду, где је унета, никада раније није пронађена на јужној хемисфери. Распрострањеност дидима у последње две деценије изгледа да се постепено шири ван његовог аутохтоног подручја. Чак и унутар његовог аутохтоног подручја, било је извештаја о прекомерном расту у подручјима где је раније постојао само у ниским концентрацијама. 
Сада се сматра да је Дидимо вероватно пореклом из Њујорка.

## Тренутна распрострањеност

### Русија
Бурјатија: Распрострањена на великим деловима Русије. Распрострањеност, екологија, квалитет воде и скенирајућа електронска микрографија врсте D. geminata са рудника Ирокинда, Бурјатија, Џон Г. Аронсон, Северноамерички симпозијум о дијатомејима, септембар 2011.

### Северна Америка

#### Канада
Алберта: Најранији анегдотски извештаји о цветању D. geminata у рекама Алберте датирају још од 1860. године. Извештаји о присуству и формирању цветања дидима документовани су за већину река у сливу реке Јужни Саскачеван последњих година (од 2005. до данас).
Британска Колумбија: D. geminata је први пут пријављена као штетна врста крајем 1980-их на острву Ванкувер. Од тада су пријављене епидемије дидимоза на острву и на копну.
Квебек: Присуство врсте D. geminata је први пут званично пријављено 2006. године, али недавни извештај показује да је била присутна у седиментима још најмање 70-их година.
Њу Брансвик: D. geminata је први пут пријављена 2007. године.
Онтарио: Присуство врсте D. geminata је пријављено у горњем току реке Сент Мерис 2015. и 2016. године.

#### Сједињене Амричке Државе
Арканзас: Крајем пролећа / почетком лета 2005. године, дидимо је пронађен директно испод бране Бул Шолс на реци Бела. Одељење за квалитет животне средине Арканзаса утврдило је да је погођен део реке од 21 километра.
Аризона: Пронађен у Оук Крику, одмах изнад кампа Пајн Флет, крајем августа 2015.
Калифорнија: Камени шљун је присутан у северној Калифорнији већ дуже време и обично се налази на северном и јужном огранку реке Јуба. Може се наћи и у акумулацијама као што су језеро Шаста, акумулација Булардс Бар и језеро Скотс Флат.
Колорадо: Ареал врсте Didymosphenia geminata проширио је на Колорадо лимнолог Џон Г. Аронсон, који ју је сакупио 1976. године из горњег Фиш Крика, близу Стимбоут Спрингса, Колорадо.
Конектикат: Године 2011, риболовци су пријавили цветање дидима у западном краку реке Фармингтон Одељењу за енергетику и заштиту животне средине Конектиката.
Ајдахо: Према Одељењу за рибу и дивљач Ајдаха, дидимо је идентификован дуж јужног огранка реке Бојси већ неколико година. Биолози не могу са сигурношћу рећи да ли је пореклом из слива или се појавио у последњих 10 до 15 година.
Индијана: Налази се у неименованом потоку који се улива у реку Патока; округ Оринџ. (лично, оп.: аматерски природњак)
Кентаки: Дидимо је пронађен у реци Камберленд испод бране Волф Крик у области Крокус Крик 2008. године. Држава Кентаки је забранила ношење плишаних чизми са филцаним ђоном у реци како би се спречило ширење организма.
Мериленд: У мају 2008. године, дидимо је пронађен у реци Ганпаудер у округу Балтимор. У децембру 2009. године, пронађен је у реци Севиџ у западном Мериленду. У мају 2012. године, његово присуство је потврђено у потоку Биг Хантинг Крик у округу Фредерик.
Мисури: Тренутно нема познатих заражених потока у држави. Најближа зараза се налази у реци Вајт, јужно од границе Мисурија и Арканзаса.
Њу Хемпшир: Током лета 2007. године, дидимо је први пут откривен у Њу Хемпширу у реци Конектикат близу Питсбурга.
Њу Јорк: Сада се сматра да је дидимо вероватно пореклом из Њујорка. У августу 2007. године, дидимо је пронађен у држави Њујорк у делу Батен Кила, притоке реке Хадсон, у округу Вашингтон. Такође је пронађен у потоку Езопус у планини Кетскил. Блек Крик, округ Вашингтон
Северна Каролина: Клизава, слузава алга позната као „камени бајаг“ је најновија у дугом низу инвазивних врста које харају од познатих пастрмских вода западне Северне Каролине. Комисија за дивље животиње Северне Каролине саветује риболовцима да буду посебно опрезни приликом чишћења своје опреме како би спречили ширење дидимоса, који је недавно пронађен у реци Такасеги у округу Џексон.
Пенсилванија: Дидимо је потврђен у реци Делавер. Године 2012, његово присуство је потврђено у реци Југиогени. Године 2013, Одељење за заштиту животне средине Пенсилваније издало је упозорење да је сада откривен у Пајн Крику, округ Лајкоминг.
Јужна Дакота: Дидимо је присутан у Рапид Крику у Јужној Дакоти најмање од 2005. године и криви се за значајан пад популације смеђе пастрмке тамо. Такође је присутан у мањој мери и на другим оближњим локацијама.
Тенеси: Дидимо је пронађен у задњим водама хидроелектрана Норис, Чероки, Вилбур и Саут Холстон 2005. године, што је први налаз у САД источно од реке Мисисипи.
Вермонт: У јуну 2007. године, дидимо је откривен у реци Конектикат близу Блумфилда, Вермонт, што је његово прво забележено откриће на североистоку Сједињених Држава. Виђење је пријавио риболовни водич, а потврдила га је др Сара Сполдинг, стручњак за дидимо из Денвера, Колорадо.
Вирџинија: Дидимо је идентификован у западној Вирџинији лета 2006. године у рекама Смит, Џексон и Паунд.
Западна Вирџинија: Године 2008, дидимо је пронађен у Западној Вирџинији у реци Елк у округу Вебстер близу Вебстер Спрингса и у Гледи Форку и Ганди Крику, оба у округу Рандолф. Алга је пронађена у Сенека Крику у округу Пендлтон 2009. године.

### Јужна Америка
Чиле: Године 2010, Геолошки завод Сједињених Држава (USGS) и чилеанска лабораторија, Centro de Investigacion en Ecosistemas de la Patagonia (CIEP), потврдили су идентификацију дијатомеје D. geminata (didymo) као врсте која формира екстензивно цветање у чилеанским рекама у чилеанском региону Лос Лагос (X Región de Los Lagos) у Андима западно од Ескела, града у провинцији Чубут у Аргентини, са извештајима из река Есполон и река Футалеуфу за укупно више од 56 речних километара погођених.

### Нови Зеланд
Main article: Didymo in New Zealand
D. geminata је откривена на Новом Зеланду 2004. године, први пут када је пронађена на јужној хемисфери. Да би се ограничило њено ширење, целокупно Јужно острво Новог Зеланда проглашено је контролисаном зоном у децембру 2005. године. Спроведена је опсежна реклама како би се ограничило ширење, али је касније пронађена у све већем броју река тамо.

## Превенција даљег ширења
Следеће методе су препоручене за спречавање ширења дидимоза на Новом Зеланду:
Провера: Пре него што напустите реку, уклоните све видљиве грудвице алги и потражите скривене грудвице. Оставите их на месту. Ако касније пронађете грудвице, немојте их испирати у одвод, третирајте их одобреним методама наведеним у наставку, осушите их и потопите у избељивач најмање 4 сата.
Чишћење: Потопите и рибајте све предмете најмање један минут у врућој води (60 °C), 2% раствору избељивача за домаћинство, антисептичком средству за чишћење руку или детерџенту за прање посуђа.
Сушење: Ако чишћење није практично (нпр. стока, кућни љубимци), након што се предмет потпуно осуши, сачекајте додатних 48 сати пре контакта или употребе у било ком другом воденом путу.
Нови Зеланд и америчке државе Аљаска, Мериленд, Јужна Дакота и Вермонт забраниле су риболовцима ношење чизама са филцаним ђоном. Орвис, водећи амерички произвођач опреме за мушичарење, почео је да продаје више чизама са гуменим него са филцаним ђоном.

## Алтернативна теорија
У региону Гаспези у Квебеку, спроведена је палеолимнолошка студија како би се проценила валидност тврдњи да је дидимо заправо уведена врста у Квебеку и истражили потенцијални механизми који леже у основи недавног ширења дидима у региону. Утврђено је да је недавна инвазија или премештање у регион Гаспези веома мало вероватно објашњење за цветање дидима након 2006. године. Показано је да слатководни системи у Гаспезију реагују на недавно загревање климе. С обзиром на станиште дидима и преференције у погледу животне средине, претпостављено је да су климатске промене у регионалним рекама вероватно важан фактор који погодује његовом ширењу.
Др Макс Ботвел из Канадске агенције за животну средину тврди да потоци сиромашни фосфором стварају цветање алги. Истраживачки рад „Цветање бентосних дијатомеја у потоцима сиромашним фосфором“ први пут је објављен у марту 2017. године.

## Списак референци
1. ↑  „https://nre.tas.gov.au/Pages/PageNotFoundError.aspx?requestUrl=https://nre.tas.gov.au/biosecurity-quarantine/aquatic-pests-and-diseases/aquatic-biosecurity-threats/didymo-(rock-snot)”. Спољашња веза у |title= (помоћ)
2. ↑  „http://www.prefecturanaval.gov.ar/web/es/html/dpma_algas.php”. Спољашња веза у |title= (помоћ)
3. ↑  „http://www.biosecurity.govt.nz/pests/didymo”. Архивирано из оригинала 18. 01. 2010. г. Приступљено 09. 07. 2025. Спољашња веза у |title= (помоћ)
4. ↑  „http://didymo.sernapesca.cl/”. Спољашња веза у |title= (помоћ)
5. ↑  „https://web.archive.org/web/20150114181151/http://www.biosecurity.govt.nz/node/1197/related_faqs”. Архивирано из оригинала 14. 01. 2015. г. Приступљено 09. 07. 2025. Спољашња веза у |title= (помоћ)
6. ↑  [https://www.fort.usgs.gov/sites/default/files/products/publications/22046/22046.pdf
https://en.wikipedia.org/wiki/United_States_Geological_Survey „https://en.wikipedia.org/wiki/United_States_Geological_Survey”] Проверите вредност параметра |url= (помоћ) (PDF). line feed character у |url= на позицији 84 (помоћ); Спољашња веза у |title= (помоћ)
7. ↑  „https://www.biosecurity.govt.nz/faq/term/907/didymo-11.htm”. Спољашња веза у |title= (помоћ)
8. ↑  „https://dec.ny.gov/animals/54244.html”. Спољашња веза у |title= (помоћ)
9. ↑  „https://cdnsciencepub.com/doi/10.1139/f07-152”. Спољашња веза у |title= (помоћ)
10. ↑  „http://alienspecies.royalbcmuseum.bc.ca/eng/species/didymo-rock-snot”. Архивирано из оригинала 07. 10. 2015. г. Приступљено 09. 07. 2025. Спољашња веза у |title= (помоћ)
11. ↑  „https://www.environnement.gouv.qc.ca/biodiversite/eae/didymo-en.htm”. Спољашња веза у |title= (помоћ)
12. ↑  „https://cdnsciencepub.com/doi/10.1139/cjfas-2013-0442”. Спољашња веза у |title= (помоћ)
13. ↑  [https://northernhoot.com/sault-ste-marie-got-snot-st-marys-river-does/
https://www.michigan.gov/som/404 „https://northernhoot.com/sault-ste-marie-got-snot-st-marys-river-does/”] Проверите вредност параметра |url= (помоћ). line feed character у |url= на позицији 71 (помоћ); Спољашња веза у |title= (помоћ)
14. ↑  „https://web.archive.org/web/20150216013428/http://www2.adeq.state.ar.us/water/branch_planning/pdfs/didymo_summary.pdf” (PDF). Архивирано из оригинала 16. 02. 2015. г. Приступљено 09. 07. 2025. Спољашња веза у |title= (помоћ)
15. ↑  „https://www.ct.gov/deep/cwp/view.asp?A=4013&Q=476204”. Спољашња веза у |title= (помоћ)
16. ↑  „https://www.idahostatesman.com/2012/01/19/1958195/clean-your-fishing-gear-to-avoid.html”. Спољашња веза у |title= (помоћ)
17. ↑  „https://fw.ky.gov/newsrelease.asp?nid=165”. Спољашња веза у |title= (помоћ)
18. ↑  „https://dnr.maryland.gov/Pages/PageNotFoundError.aspx?requestUrl=https://dnr.maryland.gov/dnrnews/pressrelease2008/050608c.html”. Спољашња веза у |title= (помоћ)
19. ↑  „https://dnr.maryland.gov/dnrnews/pressrelease2009/121609.asp”. Спољашња веза у |title= (помоћ)
20. ↑  „https://dnr.maryland.gov/dnrnews/pressrelease2012/050712.asp”. Спољашња веза у |title= (помоћ)
21. ↑  „https://mdc.mo.gov/fishing/protect-missouris-fishing/dont-spread-didymo”. Спољашња веза у |title= (помоћ)
22. ↑  „http://des.nh.gov/organization/commissioner/pip/factsheets/bb/documents/bb-61.pdf” (PDF). Спољашња веза у |title= (помоћ)
23. ↑  „https://www.dec.ny.gov/animals/54244.html”. Спољашња веза у |title= (помоћ)
24. ↑  „https://dec.ny.gov/press/36845.html”. Спољашња веза у |title= (помоћ)
25. ↑  „https://pmc.ncbi.nlm.nih.gov/articles/PMC4493098/”. Спољашња веза у |title= (помоћ)
26. ↑  „https://www.citizen-times.com/story/news/2016/01/27/rock-snot-algae-found-wnc-waters/79349042/”. Спољашња веза у |title= (помоћ)
27. ↑  „http://www.fish.state.pa.us/water/habitat/ans/didymo/faq_didymo.htm”. Архивирано из оригинала 14. 11. 2012. г. Приступљено 09. 07. 2025. Спољашња веза у |title= (помоћ)
28. ↑  „http://triblive.com/home/1979688-74/didymo-spread-river-commission-equipment-officials-rock-snot-state-youghiogheny”. Спољашња веза у |title= (помоћ)
29. ↑  „http://www.portal.state.pa.us/portal/server.pt/community/newsroom/14287?id=20058&typeid=1”. Спољашња веза у |title= (помоћ)
30. ↑  „https://www.sdgfp.info/GFPnews/News06/07-14-06.htm”. Спољашња веза у |title= (помоћ)
31. ↑  „http://www.homestead.com/twra4streams/didymo.html”. Спољашња веза у |title= (помоћ)
32. ↑  „http://www.anr.state.vt.us/site/cfm/PressRel/Detail.CFM?ID=1189”. Архивирано из оригинала 17. 08. 2013. г. Приступљено 09. 07. 2025. Спољашња веза у |title= (помоћ)
33. ↑  „http://www.dgif.virginia.gov/fishing/didymo.asp”. Архивирано из оригинала 20. 09. 2008. г. Приступљено 09. 07. 2025. Спољашња веза у |title= (помоћ)
34. ↑  „https://web.archive.org/web/20110830225813/http://www.wvdnr.gov/Fishing/didymo.shtm”. Архивирано из оригинала 30. 08. 2011. г. Приступљено 09. 07. 2025. Спољашња веза у |title= (помоћ)
35. ↑  [https://santiagotimes.com/?option=com_content&view=article&id=18963%3Ainvasive-algae-species-discovered-in-chiles-patagonia-region-&catid=44%3Aenvironmental&Itemid=40
https://www.usgs.gov/newsroom/article.asp?ID=2491
http://www.vientopatagon.cl/main/?p=17581 „https://santiagotimes.com/?option=com_content&view=article&id=18963%3Ainvasive-algae-species-discovered-in-chiles-patagonia-region-&catid=44%3Aenvironmental&Itemid=40”] Проверите вредност параметра |url= (помоћ). line feed character у |url= на позицији 167 (помоћ); Спољашња веза у |title= (помоћ)
36. ↑  „https://cdnsciencepub.com/doi/10.1139/cjfas-2013-0442”. Спољашња веза у |title= (помоћ)
37. ↑  [https://esajournals.onlinelibrary.wiley.com/doi/10.1002/fee.1466
https://news.viu.ca/viu-professor-uncovers-mystery-rock-snot „https://esajournals.onlinelibrary.wiley.com/doi/10.1002/fee.1466”] Проверите вредност параметра |url= (помоћ). line feed character у |url= на позицији 65 (помоћ); Спољашња веза у |title= (помоћ)